# Commonwealth (album)
Commonwealth è l'undicesimo album in studio del gruppo rock canadese Sloan, pubblicato nel 2014.

## Tracce
1. We've Come This Far – 1:23
2. You've Got a Lot on Your Mind – 3:27
3. Three Sisters – 3:49
4. Cleopatra – 2:41
5. Neither Here Nor There – 2:11
6. Carried Away – 3:36
7. So Far So Good – 3:13
8. Get Out – 1:40
9. Misty's Beside Herself – 2:49
10. You Don't Need Excuses to Be Good – 3:42
11. 13 (Under a Bad Sign) – 2:00
12. Take It Easy – 2:32
13. What's Inside – 3:52
14. Keep Swinging (Downtown) – 3:38
15. Forty-Eight Portraits – 17:49